# 黄ボール
黄ボール（きボール）は、原料に藁を用いた板紙の一種。その色が稲わらや干草を食べる馬の糞に似ていた事から馬糞紙とも呼ばれていた。広義の黄ボールには狭義の黄ボールと白裏黄ボールがある。

## 特徴
パルプを原料とする白ボール（白板紙の一種）に対して、黄ボールは藁を原料にしている。
西洋では小麦やライ麦の麦わらを原料とした板紙として生産された。日本では1886年（明治19年）に佐久間貞一がオランダ製の麦わらを原料にした黄ボールを真似て板紙の生産を始めたが、これが日本での板紙生産の始まりとされている。日本では麦わらよりも歩留まりの良い稲わらが用いられたことで稲作地域に次々に製紙メーカーが誕生し、都市部では縄、むしろ、俵などの廃材も原料として用いられていた。
そのまま箱の材料に使用されることもあるが、主な用途は貼箱の原紙に利用される。上製本の表紙の芯紙としても使用される。また、資源再生の観点から、化成品や木材に変わる保護材（当紙）にも使われている。